# 横浜市立並木中央小学校
横浜市立並木中央小学校（よこはましりつ なみきちゅうおう しょうがっこう）は、神奈川県横浜市金沢区並木にある公立の小学校。並木地区の児童数減少により、小規模校化している並木第二小学校と並木第三小学校が統合し、2006年（平成18年）4月に設立された。
2020年4月現在、全学年2クラスずつあり、個別級2クラスと合わせて計14クラスある。

## 沿革
- 1980年（昭和55年）4月1日 - 横浜市金沢区並木1丁目25番地1に横浜市立並木第二小学校開校（児童数382名13学級）[1]
- 1981年（昭和56年）9月1日 - 横浜市金沢区並木2丁目8番地（現・横浜なみきリハビリテーション病院）に横浜市立並木第三小学校開校（児童数317名11学級）[2]
- 2003年（平成15年） - 並木地区小規模校再編検討委員会を設置。第一回検討委員会開催。
- 2005年（平成17年）
  - 5月25日 - 第十回検討委員会開催。並木第二小学校と並木第三小学校を統合し、並木中央小学校を設ける（施設は並木第二小学校のものを使用）とする統合案を取りまとめ、再編の検討を終了し、6月21日に検討委員長から横浜市教育長へ意見書提出[3]。
  - 12月10日 - 校舎改修工事（第一期）着工。
- 2006年（平成18年）
  - 1月10日 - 神奈川県警金沢警察署、神奈川県くらし安全課、並木第二、並木第三小学校による防犯・安全教室の実施。集団下校による通学路の安全点検の実施（警察官の指導による）。
  - 1月28日 - 横浜市立並木中央小学校学校説明会実施。同日、並木中央小学校PTA総会を開催し、初代PTA会長を選出。
  - 2月1日 - 学校・地域・保護者より「並木中央小学校開設準備委員会」を設置。
  - 2月2日 - 並木第二小学校にて、平成18年度並木中央小学校入学予定児童「保護者説明会」開催。同日、並木第二小学校第1学年の授業を公開。
  - 3月1日 - 職員玄関オートロック化及びカメラ付きインターホン設置。
  - 3月17日 - 第一期校舎改修工事完了。多目的室、PC室、図書室、各階ワークスペース、学校周囲のフェンス及び門扉他。
  - 3月31日 - 並木第二小学校および並木第三小学校閉校
  - 4月1日 - 横浜市立並木中央小学校開校、同日「開校式」挙行。
  - 9月8日 - 給食室改修工事完了。
  - 10月13日 - 第二期校舎改修工事完了。校長室・各教室・廊下・階段の改修と再塗装、ギャラリー、保健相談室、放送室・スタジオ、視聴覚室・音楽室の床改修、児童用更衣室設置他。

## 児童数
2021年（令和3年）4月16日時点
| 学年 | 1年 | 2年 | 3年 | 4年 | 5年 | 6年 | 特別支援 | 合計 |
| ---- | --- | --- | --- | --- | --- | --- | -------- | ---- |
| 学級 | 2   | 2   | 2   | 2   | 2   | 2   | 3        | 15   |
| 児童 | 58  | 52  | 47  | 42  | 50  | 55  | 21       | 325  |

## 通学区域と進学先中学校
出典

### 通学区域
- 幸浦1丁目（8番地〜10番地、17番地）
- 幸浦2丁目（1番地〜7番地）
- 長浜（106番地6号、106番地8号）
- 並木1丁目（12番〜25番）
- 並木2丁目（全域）

### 進学先中学校
- 横浜市立並木中学校 - 幸浦2丁目（1番地〜7番地、長浜（106番地6号、106番地8号）、並木2丁目（全域）から通う児童の主な進学先中学校
- 横浜市立富岡東中学校 - 幸浦1丁目（8番地〜10番地、17番地）、並木1丁目（12番〜25番）から通う児童の主な進学先中学校
  - ただし、全域が特別調整通学区域に指定されており、どちらかの中学校を選択することができる[5]。

## 交通
- 横浜シーサイドライン並木中央駅から、徒歩約260m・約4分。
- 京急電鉄本線京急富岡駅（東出口）から、徒歩約1.8km・約30分。
  - 京急富岡駅から学校まで、直線距離では約1kmだが、神事用に埋め立てされずに残された船溜まり[6]を迂回する関係で、道路は遠回りとなる。